# Andrzej Radziewicz-Winnicki
Andrzej Radziewicz-Winnicki (ur. 9 grudnia 1945 w Bydgoszczy) – polski socjolog i pedagog, profesor nauk humanistycznych, nauczyciel akademicki Uniwersytetu Śląskiego i innych uczelni, specjalności naukowe: pedagogika społeczna, socjologia wychowania.

## Życiorys
W 1968 ukończył studia socjologiczne na Uniwersytecie Warszawskim. W 1974 uzyskał na Uniwersytecie Śląskim stopień naukowy doktora. Stopień doktora habilitowanego otrzymał w 1980 w Wyższej Szkole Pedagogicznej im. Komisji Edukacji Narodowej w Krakowie. W 1989 nadano mu tytuł profesora nauk humanistycznych.
W 1974 został nauczycielem akademickim Wydziału Pedagogiki i Psychologii Uniwersytetu Śląskiego. W latach 1984–1990 był dziekanem tego wydziału, a w latach 1996–2002 dyrektorem Instytutu Pedagogiki UŚl. W latach 1981−2011 kierował Katedrą Pedagogiki Społecznej UŚl.
Został profesorem zwyczajnym Uniwersytetu Śląskiego i Społecznej Akademii Nauk.
Był wykładowcą m.in. następujących uczelni:
- Śląska Wyższa Szkoła Zarządzania im. gen. Jerzego Ziętka; Wydział Ekonomiczno-Społeczny; Katedra Pedagogiki,
- Uniwersytet Zielonogórski; Wydział Pedagogiki, Socjologii i Nauk o Zdrowiu; Katedra Pedagogiki Społecznej,
- Wyższa Szkoła Biznesu w Dąbrowie Górniczej; Wydział Nauk Stosowanych; Katedra Pedagogiki[3].

Był zastępcą przewodniczącego Komitetu Nauk Pedagogicznych PAN, członkiem Centralnej Komisji do Spraw Stopni i Tytułów.
Należy do Polskiego Towarzystwa Pedagogicznego, Polskiego Towarzystwa Socjologicznego i World Association for Educational Research.
Otrzymał m.in. następujące odznaczenia: Krzyż Kawalerski Orderu Odrodzenia Polski (2004), Złoty Krzyż Zasługi i Medal Komisji Edukacji Narodowej.